# Castries
Castries – stolica Saint Lucia i dystryktu Castries, na zachodnim wybrzeżu wyspy, port nad Morzem Karaibskim. Według danych z 2001 roku miasto liczyło 10 873 mieszkańców. Zabytkiem miasta jest katedra Niepokalanego Poczęcia NMP wzniesiona w 1899 roku. W mieście rozwinął się przemysł spożywczy (produkcja rumu i cukru), stoczniowy. W 1941 wybudowano tu bazę Armii Stanów Zjednoczonych. W 1948 i 1953 uległo zniszczeniom w wyniku pożarów.

## Transport
Na północ od miasta znajduje się jedno z dwóch lotnisk na wyspie, port lotniczy George F. L. Charles.